# Kaspar Ayndorffer
Kaspar Ayndorffer (auch Aindorffer; * 1401 in München; † 17. Januar 1461 im Kloster Tegernsee) war ein deutscher Benediktiner und Abt des Klosters Tegernsee. Er machte sich um die Wiederherstellung der verfallenen Klosterdisziplin und die Erneuerung des klösterlichen Lebens verdient.

## Leben
Ayndorffer stammte aus einer Münchner Patrizier-Familie. Er wurde im Jahr 1426 zum Abt des Klosters in Tegernsee gewählt. Ayndorffer gilt als verdienstvoller Erneuerer des klösterlichen Lebens. Tegernsee wurde unter ihm zum Treibrad der Melker Klosterreformen in Bayern. Die Prinzipien der Reformen waren der Versuch, streng nach der Benediktsregel zu leben, d. h. eine Ausrichtung des klösterlichen Lebens auf die gemeinsamen Gebetszeiten zu erreichen. Weitere Ziele waren der Kampf gegen die Verweltlichung der Mönche und Äbte, die Aufnahme auch Nicht-Adliger ins Kloster und nicht zuletzt die Förderung der wissenschaftlichen Arbeit im Geiste des Humanismus. Während Ayndorffers Amtstätigkeit stellte das Kloster Tegernsee namhafte Äbte für die Klöster Andechs, Benediktbeuern, Scheyern und Wessobrunn. Kirche und Kloster in Tegernsee wurden im gotischen Stil ausgebaut, ein neuer Chor mit doppelstöckiger Sakristei und das wiederum dreischiffige Langhaus wurden unter seiner Leitung begonnen. 1446 wurde zum 700-jährigen Jubiläum ein großer Passionsaltar geweiht (heute sind Tafeln in München, Nürnberg, Berlin und Freising).
In dem Prior Bernhard von Waging hatte Ayndorffer seit 1452 einen tatkräftigen Helfer. Bernhard von Waging und Kaspar Ayndorffer standen dabei unter anderem in Verbindung mit Johann III. von Eych, Johannes von Melk und Nikolaus von Kues.
Aus Ayndorffers Zeit stammt auch eine Anzahl noch heute erhaltener Kunstwerke des Klosters wie das Grabdenkmal der beiden Stifter des Klosters aus der Hand des Münchner Bildhauers Hans Haldner und die große „Tegernseer“ Monstranz des Landsberger Goldschmieds Hans Kistler aus dem Jahr 1448.